# Cetore
Cetore este o localitate din comuna Izola, Slovenia, cu o populație de 113 locuitori.